# قدیسان و سربازها
قدسیان و سربازها (به انگلیسی: Saints and Soldiers) یک فیلم سینمایی آمریکایی در ژانر درام و فیلم جنگی محصول سال ۲۰۰۳ میلادی به کارگردانی رایان لیتل است. این فیلم مبتنی بر وقایعی است که پس از قتل‌عام مالدی در جریان نبرد آردنن رخ داده‌است. بازیگران اصلی این فیلم کوربین الرد، الکساندر نایور، لری بگبی و پیتر اسل هولدن که در نقش چهار سرباز آمریکایی در تلاش برای بازگشت کیربی هیبورن هستند بازی می‌کنند.